# Bitwa pod Pankalią

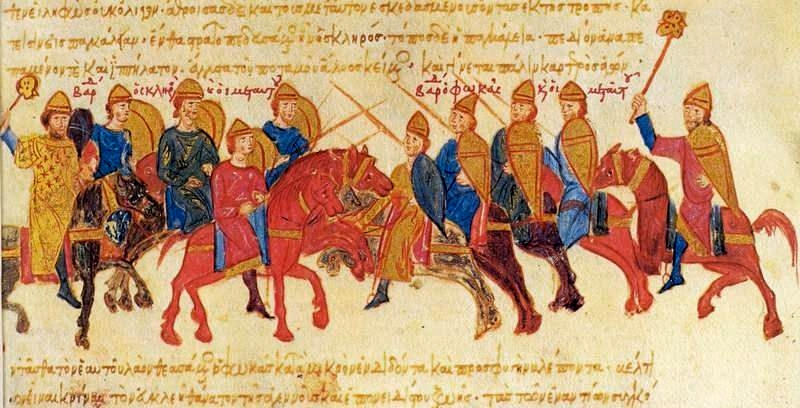
Starcie pomiędzy wojskami Bardasa Sklerosa i Bardasa Fokasa, miniatura z manuskryptu Jana Skylitzesa

Bitwa pod Pankalią – stoczona w roku 978 lub 979, w czasie bizantyjskiej wojny domowej pomiędzy wojskami młodego cesarza Bazylego II dowodzonymi przez Bardasa Fokasa a siłami uzurpatora, generała Bardasa Sklerosa, na równinie Pankalia (Pankaleia, gr.Παγκάλεια), w okolicach Amorion. Zakończyła się klęską Sklerosa i jego ucieczką do Bagdadu, co zakończyło ten epizod wojny domowej. Historycy nie są zgodni co do miejsca bitwy, jej daty i dokładnego przebiegu.

## Sytuacja przed bitwą
Po nagłej śmierci cesarza Jana I Tzimiskesa w 976 roku, władza przypadła jego małoletnim bratankom – Bazylemu II i Konstantynowi. Pozostawali oni pod wpływem eunucha Bazylego Lakapenosa, piastującego wpływowy urząd parakoimōmenosa. W tej sytuacji Bardas Skleros proklamował się cesarzem. Do 978 roku osiągnął znaczne sukcesy w azjatyckiej części imperium i zaczął zagrażać samej stolicy. Po serii klęsk parakoimōmenos postawił na czele swoich wojsk Bardasa Fokasa, mającego sławę doskonałego dowódcy, odwołując go z wygnania na Chios. Pomimo tego dwie kolejne bitwy zostały wygrane przez Bardasa Sklerosa. Za każdym razem Fokas cofał się i przegrupowywał. Na wiosnę 979 roku Fokas został wzmocniony przez liczącą 12 000 jeźdźców kawalerię przysłaną przez księcia Davida z Tao-Klardżeti.

## Bitwa pod Pankalią
Bitwa została prawdopodobnie stoczona w dniu 24 maja 979 na równinie Pankalia. Według części źródeł Bardas Skleros został pokonany w pojedynku i ciężko raniony. Widząc to jego wojska poszły w rozsypkę, oddając pole Fokasowi.

## Konsekwencje
Bitwa zakończyła rebelię Bardasa Sklerosa, schronił się on w Bagdadzie. Jednocześnie walne zwycięstwo Fokasa poprawiło jego polityczną pozycję i umożliwiło jego własną rebelię kilka lat później.